# 米夫林敦
米夫林敦（Mifflintown）是美国宾夕法尼亚州朱尼亚塔县的一个自治市镇，是朱尼亚塔县的县城。2020年美国人口普查时，人口为842人。

## 地理
米夫林敦位于40°34′15″N 77°23′44″W / 40.57083°N 77.39556°W (40.570728, -77.395488)。 根据美国普查局的数据，该市镇总面积为0.14平方英里（0.36平方公里），全部为陆地。